# Johan Albert Ankum
Johan Albert Ankum, également : Hans Ankum (né le 23 juillet 1930 à Amsterdam et mort le 3 juin 2019 à Haarlem) est un juriste et historien du droit néerlandais.

## Biographie
Hans Ankum a poursuivi des études droit à l'Université d'Amsterdam qu'il achève en 1953. Il effectue ensuite un séjour de recherche à l'institut de droit romain de Paris de 1954 à 1956. En 1960, il quitte Amsterdam pour Leiden, où il devient collaborateur scientifique de Frits Fischer et Robert Feenstra. En 1962, il soutient sa thèse de doctorat consacrée à l'histoire de l'action paulienne, sous la direction de Hendrik Richard Hoetink (de) (1900-1963). 
Le 20 février 1963, Ankum est nommé professeur à l'Université de Leiden, où il enseigna l'histoire du droit néerlandais et le droit romain jusqu'en 1965. Il entre en fonction le 1er mars 1963 et donne sa leçon inaugurale le 31 janvier 1964, intitulée De voorouders van een boze fee (Les ancêtres d'une fée maléfique). 
Mais Hans Ankum choisit de retourner à l'université d'Amsterdam, où il enseigne le droit romain, le développement historique du droit, ainsi que la papyrologie juridique jusqu'à son éméritat en 1995. Il y a été doyen de la Faculté de droit à deux reprises (1976-1978 et 1989-1991) ainsi que pro-recteur en 1979 et en 1984/85.
Hans Ankum a acquis une réputation internationale en particulier dans le domaine du droit romain. En 1986, il devient membre de l'Académie royale des sciences des Pays-Bas. Il a obtenu sept doctorats honoris causa :  Université d'Aix-Marseille (1986), Vrije Universiteit Brussel (1987), Université de Bochum 1995), Université de Belgrade (2005), Université de Prague (2008), Université de Murcie (2015), Université d'économie nationale et mondiale de Sofia (2015). 
Hans Ankum a été membre de nombreuses sociétés savantes et il fut coordinateur de la Société internationale d'histoire des droits de l'Antiquité.

## Œuvres (sélection)
- Compte rendu de l'ouvrage de D. Cohen "Schets van het Notariaat in het oude Egypte", 1956
- "Interdictum fraudatorium" et "restitutio in integrum ob fraudem, 1964
- De voorouders van een tweehoofdig twistziek monster: beschouwingen over de hist. ontwikkeling van het beding ten behoeve van een derde; rede, uitgesproken bij de aanvaarding... aan de Universiteit van Amsterdam op maandag 13 februari 1967, 1967
- Symbolae iuridicae et historicae Martino David dedicatae, 1968
- Mini-plakaatboek Zeven van de belangrijkste wetten uit het oud-vaderlandse recht, 1968
- Plus est en vous. Opstellen over recht en cultuur. Aangeboden aan Prof. Mr. A. Pitlo ter gelegenheid van zijn 25-jarig hoogleraarschap, 1970
- Romeinsrechtelijk handwoordenboek, 1973
- Cessation de la minorité: études sur le statut juridique des enfants mineurs dans l'histoire du droit privé néerlandais à partir du treizième siècle, 1976
- Rechtsgeleerde opstellen, 1982
- "L'actio de pauperie" et "L'actio legis Aquiliae" dans le droit romain classique, 1982
- Gaius, Theophilus and Tribonian and the "actiones mixtae", 1983
- La responsabilità del creditore pignoratizio nel diritto romano classico, 1983
- Das Ziel der "actio empti" nach Eviktion, 1985
- Studia Amstelodamensia ad epigraphicam, ius antiquum et papyrologicam pertinentesia, 1986
- Opera Selecta : études de droit romain et d'histoire du droit, 1986
- Mélanges Felix Wubbe : offert par ses collègues et ses amis à l'occasion de son soixante-dixième anniversaire, 1993
- Études dédiées à Hans Ankum à l'occasion de son 65e anniversaire, 1995, 2. Vol.
- Extravagantes: scritti sparsi sul diritto romano, 2007